# Pamplona (Negros Oriental)
Pamplona (Bayan ng Pamplona) är en kommun i Filippinerna. Kommunen ligger på ön Negros, och tillhör provinsen Negros Oriental. Folkmängden uppgår till 32 790 invånare.

## Barangayer
Pamplona är indelat i 17 barangayer.
| - Abante - Balayong - Banawe - Datagon - Fatima - Inawasan - Magsusunog - Malalangsi | - Mamburao - Mangoto - Poblacion - San Isidro - Santa Agueda - Simborio - Yupisan - Calicanan |